# Sorin Popa
Sorin Teodor Popa (24 de março de 1953) é um matemático romeno-estadunidense.
Popa estudou na Universidade de Bucareste, com graduação em 1977 e doutorado em 1983. A partir de 1987 foi professor na Universidade da Califórnia em Los Angeles. Além disso foi professor na Universidade de Genebra de 1996 a 1998. Dentre outros foi pesquisador visitante no Mathematical Sciences Research Institute, no Instituto Schrödinger em Viena, na Universidade Pierre e Marie Curie e Universidade Paris-Diderot, no Institut des Hautes Études Scientifiques e no Collège de France.
Em 1990 foi palestrante convidado no Congresso Internacional de Matemáticos em Quioto (subfatores e classificações de álgebras de Neumann). Em 1995/96 foi Guggenheim Fellow. Em 2009 recebeu o Prêmio Ostrowski.

## Obras
- Classification of subfactors and their endomorphisms, American Mathematical Society, 1995